# Codici Kappaò
Codici Kappaò è il settimo album da solista del rocker italiano Pino Scotto pubblicato il 12 aprile 2012, per il quale si avvale ancora delle liriche di Norman Zoia.
Il tour di supporto a questo album si intitola Codici Kappaò tour e prevede diverse tappe di Pino Scotto e la sua band in tutta Italia, da settembre a novembre 2012.

## Tracce

### Disco 1
1. Signora Del Voodoo
2. Meno Male Che Adesso Non C'è Nerone (feat. Edoardo Bennato)
3. Codici Kappaò
4. Festa & Croce (feat. Aida Cooper)
5. Mayday
6. Pino... Occhio (feat. Club Dogo)
7. Angus Day (Forever Young)
8. Business Trash (feat. The Fire)
9. La Terra Ha Il Suo Respiro
10. Work In Regress
11. Funambolo Retrò (feat. Modena City Ramblers)

### Disco 2 (Live... Rock For Belize)
1. Quore Di Rock 'N' Roll
2. Get Up Shake Up
3. Fighter
4. Morta È La Città
5. Spaces And Sleeping Stones
6. Tempi Lunghi
7. Che Figlio Di Maria
8. On Fire
9. Piazza San Rock
10. Come Noi
11. Diatribal Rock
12. Il Grido Disperato Di Mille Band
13. Still Got The Blues (feat. Tolo Marton Band)